# Nepiesta tarsalis
Nepiesta tarsalis là một loài tò vò trong họ Ichneumonidae.